# Jim O'Connolly
James Philip O'Connolly (23 de febrer de 1926, a Birmingham - desembre de 1986, a Hythe) va ser un Anglaterra actor, director, productor i guionista. És més conegut com el productor associat de molts dels Edgar Wallace Mysteries pel·lícules de sèrie B fetes als Merton Park Studios a començaments de la dècada del 1960,tot i que també va dirigir altres pel·lícules britàniques de baix pressupost, inclosa The Hi-Jackers (1963), Smokescreen (1964), and Tower of Evil (1972), així com nombrosos episodis de The Saint.

## Crèdits
- The Astonished Heart (1950) - 3r AD
- Trio (1950) - director assistent
- The Lavender Hill Mob (1951) - 3r AD
- The Man in the White Suit (1951) - 3r AD
- Secret People (1952) - 3r AD
- Mandy (1952) - director assistent
- I Believe in You (1952) - 3r AD
- The Gentle Gunman (1952) - 2n AD
- Laxdale Hall (1953) - 2n AD
- Personal Affair (1953) - 2n unit director
- The Blazing Caravan (1954) (curtmetratge) - assistent de producció
- The Dark Stairway (1954) (curtmetratge) - assistent de producció
- Passenger to Tokyo (1954) (curtmetratge) - assistent de producció
- The Diamond Wizard (1954) aka The Diamond - productor associat, director assistent
- Child's Play (1954) -2nd AD
- The Brain Machine (1955) - 1st AD
- The Strange Case of Blondie (1955) (curtmetratge) - assistent de producció
- Night Plane to Amsterdam (1955) (curtmetratge) - assistent de producció
- The Love Match (1955) -director assistent
- Little Red Monkey (1955) - cap de producció
- The Deadliest Sin (1955) aka Confession - cap de producció
- The Atomic Man (1955) aka Timeslip - cap de producció
- Murder Anonymous (1955) (curtmetratge) - cap de producció
- Dial 999 (1955) - cap de producció
- The Wall of Death (1956) (curtmetratge) - cap de producció
- The Case of the River Morgue (1956) (curtmetratge) - cap de producció
- Destination Death (1956) (curtmetratge) - cap de producció
- Persons Unknown (1956) (curtmetratge) - cap de producció
- The Intimate Stranger (1956) aka Finger of Guilt - cap de producció
- The Counterfeit Plan (1957) - cap de producció
- The Lonely House (1957) (curtmetratge) - cap de producció
- Bullet from the Past (1957) (curtmetratge) - cap de producció
- Inside Information (1957) (curtmetratge) - cap de producció
- Scotland Yard Dragnet (1957) aka The Hypnotist - cap de producció
- The Case of The Smiling Widow (1957) (curtmetratge) - cap de producció
- Man in the Shadow (1957) - cap de producció
- The Mail Van Murder (1957) (curtmetratge) - cap de producció
- The White Cliffs Mystery (1957) (curtmetratge) - productor associat
- The Tyburn Case (1957) (curtmetratge) - productor associat
- Night Crossing (1957) (curtmetratge) - productor associat
- Escapement (1958) aka The Electronic Magnet - productor associat
- The Strange Awakening (1958) aka Female Fiends - productor associat
- Print of Death (1958) (curtmetratge) - productor associat
- The Cross-Road Gallows (1958) (curtmetratge) - productor associat
- Crime of Honour (1958) (curtmetratge) - productor associat
- The Unseeing Eye (1959) (curtmetratge) - cap de producció
- Horrors of the Black Museum (1959) - cap de producció
- The Ghost Train Murder (1959) (curtmetratge) - productor associat
- The Dover Road Mystery (1960) (curtmetratge) - productor associat
- The Edgar Wallace Mystery Theatre (1959–62) - productor associat
- Urge to Kill (1960) - productor associat
- The Last Train (1960) (curtmetratge) - productor associat
- Concrete Jungle (1960) aka The Criminal - productor associat
- The Man Who Was Nobody (1960) - productor associat
- Marriage of Convenience (1960) - productor associat
- Evidence in Concrete (1960) (curtmetratge) -productor associat
- Clue of the Twisted Candle (1960) - productor associat
- The Silent Weapon (1961) (curtmetratge) - productor associat
- The Grand Junction Case (1961) (curtmetratge) - productor associat
- Konga (1961) - productor associat
- The Clue of the New Pin (1961) - productor associat
- Wings of Death (1961) (curtmetratge) - productor associat
- The Square Mile Murder (1961) (curtmetratge) - productor associat
- Man at the Carlton Tower (1961)
- Partners in Crime (1961)
- The Never Never Murder (1961) (curtmetratge) - productor associat
- The Fourth Square (1961) - productor associat
- Never Back Losers (1961) - productor associat
- Man Detained (1961) - productor associat
- Clue of the Silver Key (1961) - productor associat
- Attempt to Kill (1961) - productor associat
- The Sinister Man (1961) - productor associat
- Candidate for Murder (1962) - productor associat
- Emergency (1962) - guionista
- The Traitors (1962) - guionista, producer
- Flat Two (1962) - productor associat
- Backfire! (1962) - productor associat
- Shadow of Fear (1954) - guionista
- The Hi-Jackers (1963) - guionista, director
- Farewell Performance (1963) - guionista, producer
- Gideon C.I.D. (1964) (sèrie de televisió) - guionista
- Smokescreen (1964) - guionista, director
- The Little Ones (1965) - guionista, director
- The Night Caller (1965) - guionista
- A Study in Terror (1965) - original story
- Berserk! (1967) - director
- The Saint (1967) (sèrie de televisió) - director
- Vendetta for the Saint (1969) - director
- Crooks and Coronets (1969) - guionista, director
- The Valley of Gwangi (1969) - director
- Tower of Evil (1972) - guionista, director
- Mistress Pamela (1974) - guionista, productor, director